# Guarnição Militar de Skövde
Guarnição Militar de Skövde (em sueco:  Skövde garnison) é a designação do conjunto das unidades militares estacionadas na cidade sueca de Skövde, nomeadamente o Regimento de Skaraborg, o Regimento de Intendência e a Escola Prática de Combate Terrestre.

## Galeria

Regimento de Skaraborg
Regimento de Intendência
Escola Prática de Combate Terrestre